# 이의리
이의리(李義理, 2002년 6월 16일~)는 대한민국의 야구 선수로 현재 KBO 리그 KIA 타이거즈의 투수로 뛰고 있다.

## 어린 시절
이의리는 2002년에 광주광역시 남구 서동에서 태어났다. 광주수창초등학교, 광주충장중학교, 광주제일고등학교에서 수학했고 학생 시절부터 유소년 야구 선수로 활동했다.

## 프로 선수 경력
2020년 8월 이의리는 2021년 드래프트 KBO 리그의 프로 야구팀인 KIA 타이거즈에게 1차 지명을 받았으다. 그는 계약금 3억원, 연봉 3,000만원의 계약 조건으로 KIA 타이거즈에 입단하였다.
2021년 4월 8일 키움 히어로즈와의 경기에 선발 등판해 5.2이닝 2실점을 기록했다. 같은 해 4월 29일 한화 이글스와의 경기에 선발 등판해 6이닝 무실점, 10탈삼진을 기록하며 데뷔 첫 승을 기록했다.
2021년 시즌 후 신인왕으로 선정되며 해태 타이거즈 포함 36년 만에 팀의 역대 2번째 신인왕을 수상했다.

## 국가대표팀 경력
이의리는 2021년부터 대한민국 야구 국가대표팀의 일원으로 뛰었다.
- 2020년 도쿄 올림픽 - 첫 경기에서 5이닝 3실점, 9탈삼진을 기록했다.
- 2023년 WBC, APBC

## 출신 학교
- 광주수창초등학교
- 광주충장중학교
- 광주제일고등학교

## 통산 기록
| 연도 | 팀명  | 평균자책점 | 경기 | 완투 | 완봉 | 승 | 패 | 세 | 홀 | 승률  | 타자 | 이닝 | 피안타 | 피홈런 | 볼넷 | 사구 | 탈삼진 | 실점 | 자책점 |
| ---- | ----- | ---------- | ---- | ---- | ---- | -- | -- | -- | -- | ----- | ---- | ---- | ------ | ------ | ---- | ---- | ------ | ---- | ------ |
| 2021 | KIA   | 3.61       | 19   | 0    | 0    | 4  | 5  | 0  | 0  | 0.444 | 404  | 94⅔  | 69     | 6      | 56   | 2    | 93     | 42   | 38     |
| 2022 | KIA   | 3.86       | 29   | 0    | 0    | 10 | 10 | 0  | 0  | 0.500 | 671  | 154  | 128    | 18     | 74   | 9    | 161    | 79   | 66     |
| 2023 | KIA   | 3.96       | 28   | 0    | 0    | 11 | 7  | 0  | 0  | 0.611 | 598  | 131⅔ | 103    | 4      | 93   | 8    | 156    | 64   | 58     |
| 2024 | KIA   | 5.40       | 4    | 0    | 0    | 1  | 0  | 0  | 0  | 1.000 | 69   | 13⅓  | 17     | 3      | 14   | 0    | 14     | 10   | 8      |
| 통산 | 4시즌 | 3.89       | 80   | 0    | 0    | 26 | 22 | 0  | 0  | 0.542 | 1742 | 380⅓ | 300    | 31     | 237  | 19   | 410    | 195  | 170    |

- 빨간 글씨는 한국 프로야구 역사상 최고 기록
- 굵은 글씨는 해당 시즌 최고 기록